# 1971 w filmie
Wydarzenia filmowe w 1971 roku.

## Premiery

### Filmy polskie
| Data            | Tytuł filmu                            | Kraj   | Reżyseria                                | Obsada                                                                                           |
| --------------- | -------------------------------------- | ------ | ---------------------------------------- | ------------------------------------------------------------------------------------------------ |
| 8 stycznia      | Południk zero                          | Polska | Waldemar Podgórski                       | Ryszard Filipski, Wanda Neumann, Janusz Kłosiński, Andrzej Kozak, Tadeusz Kwinta                 |
| 20 stycznia     | Twarz anioła                           | Polska | Zbigniew Chmielewski                     | Jiří Vršťala, Marek Dudek, Zygmunt Malawski, Wojciech Pszoniak, Alicja Zommer                    |
| 29 stycznia     | Przystań                               | Polska | Paweł Komorowski                         | Ryszarda Hanin, Irena Szczurowska, Gustaw Lutkiewicz, Roman Kłosowski                            |
| 12 lutego       | Dancing w kwaterze Hitlera             | Polska | Jan Batory                               | Maja Wodecka, Andrzej Łapicki, Olgierd Łukaszewicz, Krystyna Bittenek                            |
| 26 lutego       | Pan Dodek                              | Polska | Jan Łomnicki                             | Adolf Dymsza, Anita Dymszówna, Wiesław Michnikowski, Tadeusz Łomnicki, Józef Kondrat             |
| 9 marca         | Pejzaż z bohaterem                     | Polska | Włodzimierz Haupe                        | Gustaw Holoubek, Barbara Wrzesińska, Henryk Bąk, Hanna Skarżanka, Wojciech Siemion               |
| 18 marca        | Wakacje z duchami                      | Polska | Stanisław Jędryka                        | Edward Dymek, Henryk Gołębiewski, Roman Mosior                                                   |
| 19 marca        | Kto wierzy w bociany?                  | Polska | Helena Amiradżibi Jerzy Stefan Stawiński | Lech Łotocki, Mariola Kukuła, Jadwiga Hańska, Anna Koławska, Eliasz Kuziemski                    |
| 26 marca        | Pułapka                                | Polska | Andrzej J. Piotrowski                    | Andrzej Kopiczyński, Holger Mahlich, Aleksander Iwaniec, Karin Beewen, Paul Berndt               |
| 2 kwietnia      | Pierścień księżnej Anny                | Polska | Maria Kaniewska                          | Jerzy Matałowski, Krzysztof Stroiński, Piotr Sot, Wiesława Kwaśniewska, Andrzej Szalawski        |
| 16 kwietnia     | Kaszëbë                                | Polska | Ryszard Ber                              | Hanna Giza, Marek Lewandowski, Krzysztof Kalczyński, Jan Piepka                                  |
| 20 kwietnia     | Legenda                                | /      | Sylwester Chęciński                      | Małgorzata Potocka, Nikołaj Burlajew, Igor Straburzyński, Maria Zbyszewska                       |
| 30 kwietnia     | Hydrozagadka                           | Polska | Andrzej Kondratiuk                       | Józef Nowak, Wiesław Michnikowski, Roman Kłosowski, Zdzisław Maklakiewicz, Franciszek Pieczka    |
| 4 maja          | Kardiogram                             | Polska | Roman Załuski                            | Tadeusz Borowski, Anna Seniuk, Halina Kowalska-Nowak, Elżbieta Gorzycka, Bogusz Bilewski         |
| 11 maja         | Akcja Brutus                           | Polska | Jerzy Passendorfer                       | Ewa Krzyżewska, Zygmunt Hübner, Witold Pyrkosz, Tadeusz Schmidt, Marian Kociniak                 |
| 20 maja         | Sygnały MMXX                           | /      | Gottfried Kolditz                        | Piotr Pawłowski, Jewgienij Żarikow, Gojko Mitić, Alfred Müller, Helmut Schreiber                 |
| 21 maja         | Dzięcioł                               | Polska | Jerzy Gruza                              | Wiesław Gołas, Violetta Villas, Alina Janowska, Irena Kwiatkowska, Edward Dziewoński             |
| 8 czerwca       | Milion za Laurę                        | Polska | Hieronim Przybył                         | Bogdan Baer, Irena Szewczyk, Włodzimierz Nowak, Tadeusz Ross, Krystyna Borowicz                  |
| 25 czerwca      | Martwa fala                            | Polska | Stanisław Lenartowicz                    | Henryk Bąk, Andrzej Piszczatowski, Krzysztof Chamiec, Leonard Andrzejewski, Krystyna Borowicz    |
| 27 sierpnia     | Nie lubię poniedziałku                 | Polska | Tadeusz Chmielewski                      | Kazimierz Witkiewicz, Zygmunt Apostoł, Bogusz Bilewski, Mieczysław Czechowicz, Andrzej Gawroński |
| 1 września      | Jeszcze słychać śpiew i rżenie koni... | Polska | Mieczysław Waśkowski                     | Karol Strasburger, Jan Kreczmar, Henryk Bąk, Tadeusz Broś, Stanisław Chmieloch                   |
| 17 września     | Motodrama                              | Polska | Andrzej Konic                            | Jacek Fedorowicz, Krystyna Sienkiewicz, Krystyna Borowicz, Iga Cembrzyńska, Roman Kłosowski      |
| 24 września     | Życie rodzinne                         | Polska | Krzysztof Zanussi                        | Daniel Olbrychski, Jan Kreczmar, Halina Mikołajska, Maja Komorowska, Jan Nowicki                 |
| 5 października  | Kłopotliwy gość                        | Polska | Jerzy Ziarnik                            | Bronisław Pawlik, Barbara Krafftówna, Barbara Ludwiżanka, Krystyna Borowicz                      |
| 15 października | Wezwanie                               | Polska | Wojciech Solarz                          | Hanna Skarżanka, Bolesław Płotnicki, Olgierd Łukaszewicz, Irena Karel, Zygmunt Malanowicz        |
| 2 grudnia       | Trąd                                   | Polska | Andrzej Trzos- Rastawiecki               | Zygmunt Malanowicz, Anna Górska, Elżbieta Kępińska, Henryk Bąk, Henryk Hunko                     |

### Filmy zagraniczne
- Brudny Harry (Dirty Harry) – reż. Don Siegel (Clint Eastwood)
- Diamenty są wieczne (Diamonds are Forever) – reż. Guy Hamilton (Sean Connery, Jill St. John)
- Klute – reż. Alan J. Pakula (Jane Fonda, Donald Sutherland)
- Francuski łącznik (The French Connection) – reż. William Friedkin (Gene Hackman, Roy Scheider)
- Ogród Finzi-Continich (Il giardino dei Finzi Contini) – reż. Vittorio De Sica
- Lato roku 1942  (Summer of '42) – reż. Robert Mulligan (Jennifer O’Neill
- Le Mans – reż. Lee H. Katzin
- Porozmawiajmy o kobietach (Carnal Knowledge) – reż. Mike Nichols (Jack Nicholson, Candice Bergen
- Pojedynek na szosie (Duel) – reż. Steven Spielberg
- Sacco i Vanzetti (Sacco e Vanzetti) – reż. Giuliano Montaldo (Riccardo Cucciolla, Gian Maria Volonté)
- Skrzypek na dachu (Fiddler on the Roof) – reż. Norman Jewison (Topol, Norma Crame)
- Tajemnica Andromedy (The Andromeda Strain) – reż. Robert Wise
- Znikający punkt (Vanishing Point) – reż. Richard Sarafian
- Królowe Dzikiego Zachodu (Les Pétroleuses) – reż. Christian-Jaque (Brigitte Bardot, Claudia Cardinale)
- Ostatni seans filmowy (The Last Picture Show) – reż. Peter Bogdanovich (Cybill Shepherd, Jeff Bridges)
- Włoch szuka żony (Bello onesto emigrato Australia sposerebbe compaesana illibata) – reż. Luigi Zampa
- Mechaniczna pomarańcza (A Clockwork Orange) – reż. Stanley Kubrick
- Kajtek i siedmiogłowy smok

## Nagrody filmowe
- Oskary
  - Najlepszy film – Francuski łącznik
  - Najlepszy aktor – Gene Hackman – Francuski łącznik
  - Najlepsza aktorka – Jane Fonda – Klute
  - Wszystkie kategorie: Oskary w roku 1971
- Festiwal w Cannes
  - Złota Palma: Joseph Losey – Posłaniec (The Go-Between)
- Festiwal w Berlinie
  - Złoty Niedźwiedź: Vittorio De Sica – Ogród Finzi-Continich

## Urodzili się
- 2 stycznia – Taye Diggs, amerykański aktor
- 11 lutego – Damian Lewis, brytyjski aktor
- 17 lutego – Denise Richards, amerykańska aktorka
- 7 marca – Peter Sarsgaard, amerykański aktor
- 20 marca – Agnieszka Krukówna, polska aktorka
- 31 marca – Ewan McGregor, brytyjski aktor
- 18 kwietnia – David Tennant, brytyjski aktor
- 27 kwietnia – Małgorzata Kożuchowska, polska aktorka
- 28 kwietnia – Bridget Moynahan, amerykańska aktorka
- 14 maja – Sofia Coppola, amerykańska reżyserka
- 21 czerwca – Tomasz Karolak, polski aktor
- 24 czerwca – Anna Samusionek, polska aktorka
- 7 sierpnia – Sydney Penny, amerykańska aktorka
- 25 sierpnia – Jariw Horowic, izraelski reżyser
- 18 września – Jada Pinkett Smith, amerykańska aktorka
- 29 października – Winona Ryder, amerykańska aktorka
- 25 listopada – Christina Applegate, amerykańska aktorka
- 15 grudnia – Edyta Olszówka, polska aktorka
- 26 grudnia – Jared Leto, amerykański aktor

## Zmarli
- 2 stycznia – Jerzy Zarzycki, reżyser (ur. 1911)
- 15 stycznia – John Dall, aktor
- 26 lutego – Fernandel, aktor
- 8 marca – Harold Lloyd, amerykański komik filmu niemego (ur. 1893)
- 16 marca – Bebe Daniels, amerykańska aktorka (ur. 1901)
- 1 maja – Glenda Farrell, aktorka
- 6 lipca – Louis Armstrong, jazzman i aktor (ur. 1901)
- 23 lipca – Van Heflin, aktor
- 16 sierpnia – Paul Lukas, amerykański aktor pochodzenia węgierskiego (ur. 1891)
- 7 września – Spring Byington, aktorka
- 10 września – Pier Angeli, aktorka
- 11 września – Bella Darvi, aktorka
- 11 października – Chester Conklin, aktor
- 1 listopada – Jadwiga Smosarska, polska aktorka (ur. 1898)
- 1 listopada – Michaił Romm, radziecki reżyser (ur. 1901)
- 17 listopada – Gladys Cooper, aktorka
- 13 grudnia – Dita Parlo, aktorka
- 18 grudnia – Diana Lynn, aktorka
- 30 grudnia – Dorothy Comingore, aktorka znana z roli Susan Kane w Obywatel Kane
- 31 grudnia – Pete Duel aktor (samobójstwo)